# Sumílao
Sumílao es un municipio filipino de cuarta categoría, situado al norte de la isla de Mindanao. Forma parte de  la provincia de Bukidnon situada en la Región Administrativa de Mindanao del Norte en cebuano Amihanang Mindanaw, también denominada Región X. 
Para las elecciones está encuadrado en el primer distrito electoral.

## Barrios
El municipio  de Sumílao se divide, a los efectos administrativos, en 10 barangayes o barrios, conforme a la siguiente relación:
| - Kisolon - Culasi - Licoan - Lupiagan - Occasion - Puntian - San Roque - San Vicente - Población - Vista Villa |

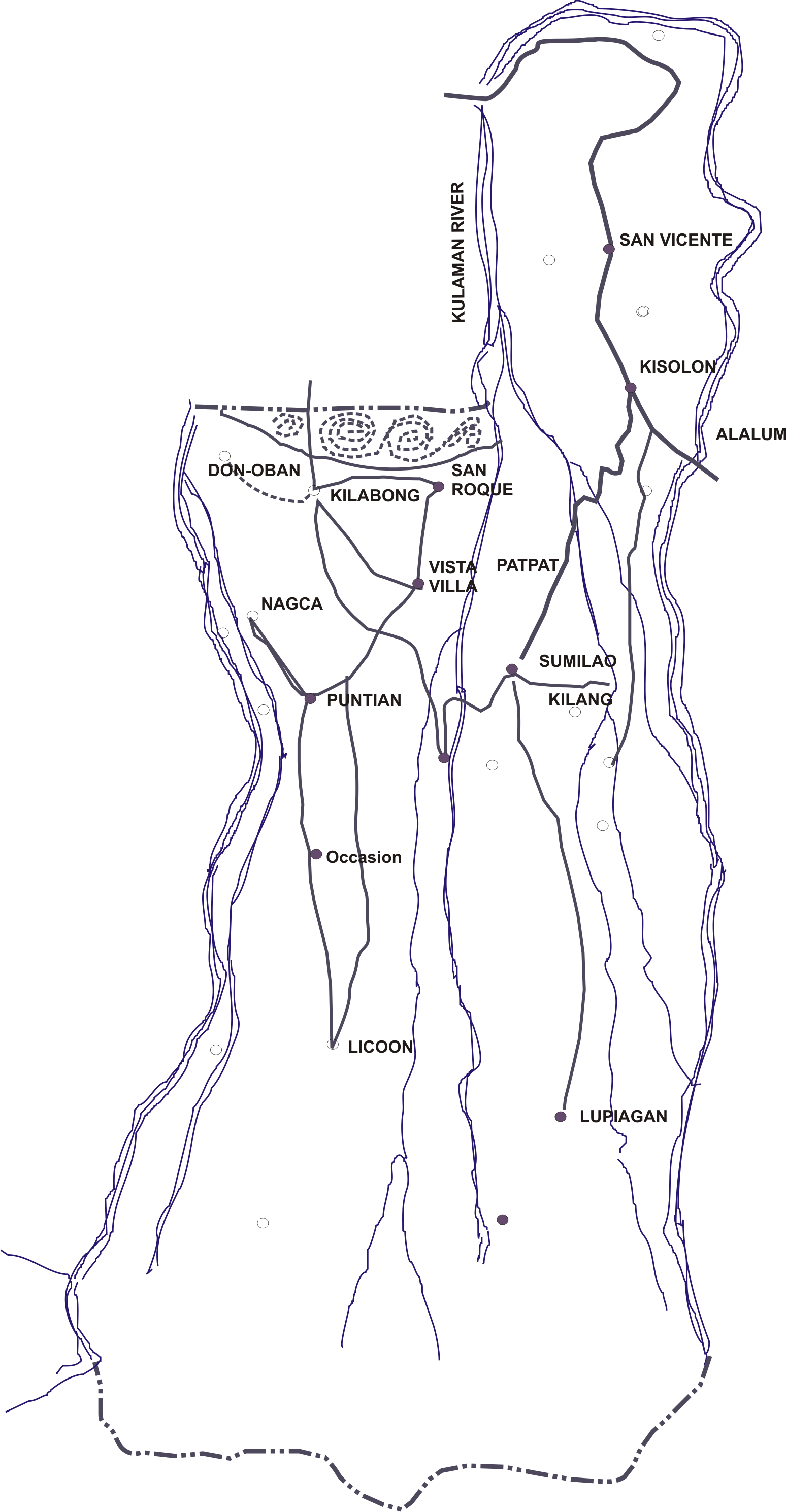
Mapa político de Sumilao.

El río Kulaman atraviesa seis barios.

## Historia

### Influencia española
La provincia de Misamis, creada en 1818,   formaba  parte del Imperio español en Asia y Oceanía (1520-1898). Estaba dividida en cuatro partidos.

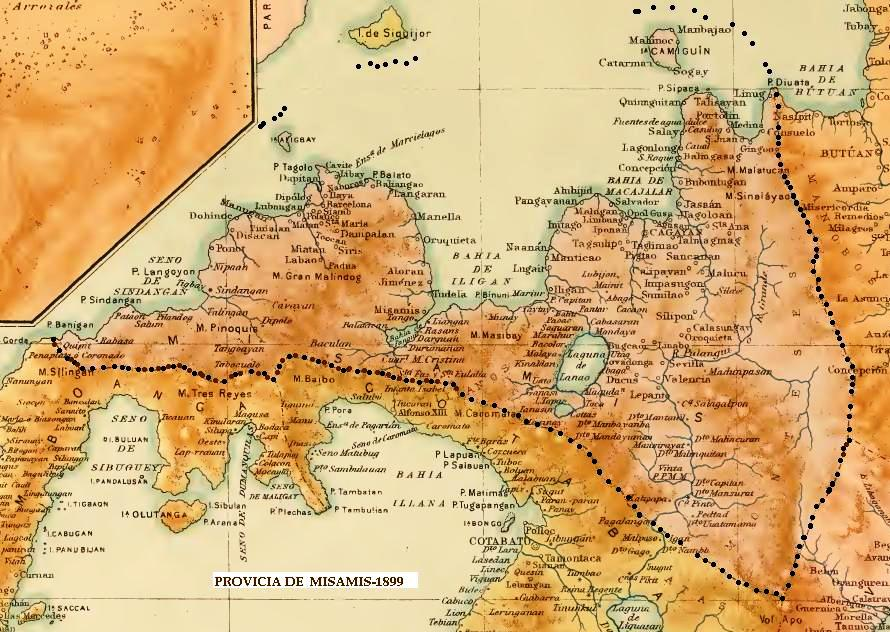
El distrito 2.º de Misamis en 1899.

A principios del siglo XX la isla de Mindanao se hallaba dividida en siete distritos o provincias, uno de los cuales era el distrito 2.º de Misamis, su capital era la villa de Cagayán de Misamis y del mismo dependía la comandancia de Dapitan.
Uno de sus pueblos era Sumilao que contaba entonces con una población de  de 4,122 almas, incluyendo sus visitas de Talmagmag, Calipayan, Sancanan, Tanculan, Balao, Quilábong, San Juan, Malucu, Impasugón y Silipon;

### Ocupación estadounidense

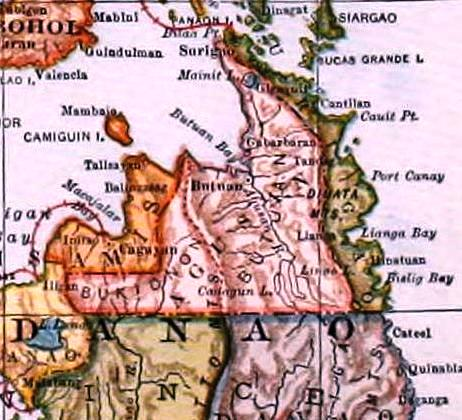
Agusan en 1921.

Una vez pacificado el territorio, el gobierno civil de la  provincia de Misamis fue establecido el 15 de mayo de 1901 incluyendo la subprovincia de Bukidnon.
En 1907  se crea la provincia de Agusan incluyendo  Bukidnon en su territorio.
En septiembre de 1914, al crearse el Departamento de Mindanao y Joló , Bukidnon  se convierte en una de sus siete provincias.
Sumilao era uno de los once distritos municipales de esta provincia, tal como figura en la División Administrativa de Filipinas de 1916 y también en el plano del censo de 1918.

### Independencia
El municipio data de 1 de julio de 1956, cuando los distritos municipales de Baungón, Kibawe, Libona, Maramag y Sumilao, todos en la provincia de Bukidnon, quedan convertidos en municipios regulares. El 4 de octubre de  1957 obtiene la categoría de municipio.